# Tadao Tsuge
Tadao Tsuge (つげ忠男?; vero nome: 柘植忠男?; Tokyo, 2 luglio 1941) è un fumettista giapponese.
Tra i pionieri del cosiddetto manga alternativo, è noto per scrivere storie sui kimin (棄民; le persone "abbandonate") e i burakumin della società giapponese, così come gli uomini che hanno cercato di reintegrarsi nella società giapponese dopo la seconda guerra mondiale. Tsuge è stato uno dei primi artisti a creare un'opera autobiografica sul crescere in povertà a Tokyo. Alcuni dei temi esplorati nelle sue opere sono i traumi del dopoguerra, il divario tra classi sociali, la povertà, la mascolinità, il lavoro sessuale, la geografia e ambienti di quartiere. Attualmente vive nella prefettura di Chiba, in Giappone.

## Biografia
Tsuge è cresciuto nel quartiere Keisei Tateishi di Tokyo, in Giappone. Da bambino, sfuggiva spesso agli abusi fisici che subiva in casa vagando per le strade del quartiere a luci rosse. In Granta, Tsuge ha scritto del suo quartiere,
Negli anni '50, quando era un adolescente, Tsuge iniziò a lavorare per un'azienda di banche del sangue. Mentre lavorava lì, incontrò persone comunemente considerate «disadattate» o «farabutti», che vendevano regolarmente il loro plasma. Ha continuato a lavorare alla banca del sangue negli anni '60. Ha anche iniziato a scrivere le storie che sarebbero apparse in Trash Market negli anni '60.
È il fratello minore di Yoshiharu Tsuge, uno dei maggiori fumettisti alternativi giapponesi.

## Carriera
Nel 2015, fu pubblicato da Drawn&Quarterly il romanzo grafico Trash Market, una raccolta di storie scritte da Tsuge curata da Ryan Holmberg. Le storie, incentrate sulla vita nel Giappone del dopoguerra, seguono lo stile dei gekiga. La maggior parte del lavoro nel libro fu originariamente pubblicato tra il 1968 e il 1972 su Garo, una rivista di manga alternativi. Nelle storie di questa raccolta, Tsuge attinse anche a esperienze personali; ad esempio Trash Market, la storia che dà il nome alla raccolta, ricorda il suo periodo alla banca del sangue mentre Song of Showa esplora l'infanzia dell'autore nel quartiere a luci rosse.
Il romanzo a fumetti noto come Il lupo dei bassifondi (in inglese Slum Wolf) fu pubblicata dalla New York Review Comics nel 2018, con un'introduzione di Ryan Holmberg. Il libro si concentra principalmente sul lavoro di Tsuge pubblicato tra il 1969 e il 1976 su Garo. Le storie hanno un'atmosfera cupa e da film noir, concentrandosi sulle persone prive di diritti civili nel Giappone degli anni '60 e '70. Un personaggio principale, Kesei Sabu, un kamikaze addestrato, vaga per le strade di Tokyo, alla ricerca di scontri con uomini e incontri con prostitute. Un altro personaggio, il signor Aogishi, è un supervisore aziendale relativamente sottomesso, traumatizzato dalle sue esperienze durante la seconda guerra mondiale. Molti dei personaggi del libro vivono in situazioni abitative precarie, come case temporanee ed edifici fatiscenti.
Ryan Holberg ha scritto che Kesei Sabu e Mr. Aogishi erano «... i due paradigmi della mascolinità giapponese a cui Tadao continuava a tornare mentre disegnava per le riviste manga Garo e Yagyō negli anni '60 e '70. Per quanto diversi - uno è un saggio sul machismo, l'altro sull'impotenza - sono le due facce della stessa medaglia». Gregory Smith ha scritto in PopMatters: «Una caratteristica degna di nota di queste opere è l'assenza di progresso del dopoguerra o visione del futuro. Tsuge crea un eterno presente privo di tutti i benefici di un'economia in crescita o della possibilità di uscire da un paesaggio di rovina e sconfitta».